# The Happy Blues
The Happy Blues è un album di Gene Ammons, pubblicato dalla Prestige Records nel 1956.I brani dell'album furono registrati il 23 aprile 1956 al Van Gelder Studio di Hackensack, New Jersey (Stati Uniti).

## Tracce
Lato A
1. The Happy Blues – 11:53 (Art Farmer)
2. The Great Lie – 8:36 (Cab Calloway, Andy Gibson)

Lato B
1. Can't We Be Friends – 12:50 (Paul James, Kay Swift)
2. Madhouse – 6:43 (Jackie McLean)

## Musicisti
- Gene Ammons - sassofono tenore
- Jackie McLean - sassofono alto
- Art Farmer - tromba
- Duke Jordan - pianoforte
- Addison Farmer - contrabbasso
- Art Taylor - batteria
- Candido Camero - congas